# Evaton
Evaton est un township de la province de Gauteng en Afrique du Sud.
Créée en 1904, sa population était de 132 851 habitants en 2011.

## Géographie
Evaton est situé à environ 35 km au sud-ouest de Johannesburg et au sud est adjacent à Sebokeng  . Plus au sud-est se trouve la zone industrielle formée par les villes de Vereeniging , Vanderbijlpark et Sasolburg , le « Vaal Triangle » ( Vaal Triangle ).  Meyerton à l'est se trouve à environ 15 km. La route nationale N1 touche la ville à l'ouest. La rivière Vaal coule à environ 20 km au sud.

## Histoire
Evaton a été fondée en 1904 et servait de lieu de résidence pour les Africains noirs .  Il y a eu des affrontements entre les forces de sécurité et les habitants, notamment en 1984 et 1985. Une description des conditions de vie à cette époque dans les townships d'Evaton et de Sebokeng a été rédigée par le prêtre Patrick Noonan.  Après la fin de l'apartheid , la situation s'est calmée. Cependant, en mai 2013, des jeunes se sont révoltés à Evaton et Sebokeng, bloquant les routes et pillant les magasins, conduisant à de nombreuses arrestations.
Au cours de l'exercice 2004/2005, le gouvernement a lancé un programme de rénovation urbaine visant à améliorer la qualité de vie appelé « Projet de rénovation Evaton  ».

## Données démographiques
En 2001 , la population de 143 157 personnes est composée comme suit : 99,49 % d'Africains noirs , 0,05 % de Blancs , 0,45 % de métis et 0,01 % d'Asiatiques . La principale langue parlée à cette époque était le sesotho avec 60,14%, suivi de l'isiZulu avec 21,61%, de l'isiXhosa avec 9,16%, du setswana avec 3,69%, du sepedi avec 1,27%, de l'afrikaans avec 0,55%, de l'anglais avec 0,14% et d'autres langues avec 3,44%